# Resident Evil Outbreak: File 2
Resident Evil Outbreak File #2 (バイオハザード アウトブレイク ファイル2?, Baiohazādo Autobureiku Fairu 2) è un videogioco per PlayStation 2 pubblicato nel 2004 da Capcom. È il secondo titolo della sottoserie Resident Evil Outbreak, e come il precedente, utilizzava la modalità on-line.

## Trama
La storia, benché ambientata durante gli eventi di Resident Evil 2 e Resident Evil 3: Nemesis, quasi non si interseca minimamente con gli avvenimenti e i personaggi principali della serie.

## Modalità di gioco
Lo scopo del gioco è di sopravvivere alle ondate di creature che il gioco invierà contro i giocatori e trovare la via di uscita per i livelli. Il livello di difficoltà aumenterà considerevolmente con il passare del tempo, ponendo sempre più ostacoli al completamento degli stage. Oltre alle creature zombificate, bisognerà prestare attenzione anche al livello di infezione del virus T, in quanto il giocatore ne è stato infettato.I personaggi sono gli stessi della versione precedente e mantengo le medesime abilità specifiche, mentre il gioco è ambientato sempre a Raccoon City. Sono stati introdotti cinque nuovi scenari, tra cui uno zoo e una metropolitana e diversi personaggi extra.
Completando i livelli, si sbloccheranno costumi, video, modalità speciali e tracce musicali nell'apposita videata dei contenuti extra.

## Scenari

### Scenario 0: Training
In questo scenario, che riprende il primo scenario del capitolo precedente, il giocatore dovrà seguire le istruzioni del tutorial che man mano gli verranno impartite.

### Scenario 1: Wild Things
Il giocatore si ritroverà all'interno di uno zoo, dove dovrà risolvere diversi enigmi e sfuggire ad alcuni animali infetti, quali iene, tucani, coccodrilli, leonesse, ed un enorme pachiderma, che inseguirà il giocatore per tutta la durata del livello, e ne rappresenterà il boss finale. Tuttavia, se quest'ultimo dovesse essere abbattuto prima della fase finale, il giocatore dovrà affrontare come ultimo avversario un leone.

### Scenario 2: Underbelly
Il giocatore dovrà affrontare i pericoli di una stazione metropolitana, destreggiandosi fra zombi e insetti giganti, chiamati bite. Il boss finale del livello è la regina dei bite, il giga bite. Alla fine dello scenario il giocatore dovrà entrare nella metropolitana prima dello scadere del tempo. In caso contrario, potrà comunque portare a termine la fuga passando dal tetto della zona di manutenzione della stazione.

### Scenario 3: Flashback
Il giocatore dovrà fuggire dalle rovine di un ospedale infestate da una pianta gigante. In questo livello, oltre ai comuni zombi e alle spore velenose della pianta, il giocatore affronterà un uomo vestito da boia con in mano un'accetta che lo inseguirà per tutto il corso dello scenario, e che sarà invulnerabile a qualsiasi attacco. Il boss finale del livello è il nucleo principale della pianta gigante.

### Scenario 4: Desperate times
Il giocatore si ritroverà nel R.P.D., reso ormai celebre da Resident Evil 2 e Resident Evil 3: Nemesis. Qui dovrà aiutare gli agenti che si sono barricati all'interno per trovare un passaggio segreto, attraverso il quale una di loro potrà uscire all'esterno senza essere individuata dagli zombi e chiedere rinforzi. Una volta risolti gli enigmi il giocatore dovrà resistere ad un'orda di zombi che attaccherà senza sosta dal cancello principale della stazione, finché un blindato non arriverà in soccorso per aiutarlo nella fuga.

### Scenario 5: End of the road
Questo scenario, più duraturo rispetto ai precedenti, comincia all'interno dei laboratori Umbrella, dove il giocatore cercherà di fuggire combattendo contro Hunters e zombi comuni. Oltre a questi farà la sua apparizione il Tyrant T-103, che inizialmente aiuterà il giocatore a liberarsi degli Hunters, ma successivamente si ribellerà e comincerà ad inseguirlo. Dopo essere passati attraverso i condotti fognari, una volta fuori, il Tyrant si trasformerà e si potrà scegliere se affrontare o meno il mostro.
In questo scenario vi sono tre possibilità differenti per concluderlo, che porteranno a tre diversi finali:
1) Fuggire in elicottero: durante il livello, dopo una cutscene, partirà un countdown. Se il giocatore riuscirà ad arrivare all'elicottero dell'Umbrella prima dello scadere del tempo, lo scenario si concluderà.
2) Fuggire in elicottero (con Linda): simile alla scelta precedente, ma il giocatore dovrà portare con sé Linda, la ricercatrice Umbrella essenziale per gli esperimenti sul T-virus. Questa scelta potrà essere portata correttamente a termine solo se il giocatore non avrà combattuto contro il Tyrant durante le varie fasi dello scenario.
3) Affrontare il Nyx: se si lascia scadere il countdown, l'elicottero volerà via, e lascerà cadere una cassa contenente il Nyx, una B.O.W. della Umbrella. Quest'ultimo assorbirà il Tyrant e costituirà il boss finale dello scenario. Una volta sconfitto il mostro, il giocatore fuggirà dalla città a bordo di un camion.

## Accoglienza
Il gioco non ha ricevuto un buon responso dalla critica a causa del sistema di controllo troppo macchinoso e dell'I.A. dei propri compagni reputata inadeguata. I personaggi sono stati decretati ben realizzati ma dalle animazioni troppo legnose. Molto apprezzati sono invece il comparto grafico, quello sonoro e la modalità di gioco on-line, rara nei giochi per PlayStation 2.

## Vendite
Il 31 marzo 2007 la Capcom ha spento i server per la modalità online, probabilmente a causa del parziale insuccesso delle vendite (solo il 40% del precedente).